# Chrysso scintillans
Chrysso scintillans är en spindelart som först beskrevs av Tord Tamerlan Teodor Thorell 1895.  Chrysso scintillans ingår i släktet Chrysso och familjen klotspindlar. Inga underarter finns listade i Catalogue of Life.